# Blah Blah Blah
《Blah Blah Blah》是韓國女子組合ITZY的第二張日語單曲，由JYP娛樂製作，日本華納音樂發行，於2022年10月5日推出，主打歌為〈Blah Blah Blah〉。

## 背景
2022年8月22日，官方宣布ITZY將於10月5日發行第二張日語單曲《Blah Blah Blah》。
8月23日至27日，陸續公布成員禮志、Lia、留眞、彩領、有娜的第一波個人概念照，8月29日，公布第一波團體概念照。
8月30日至9月3日，陸續公布成員禮志、Lia、留眞、彩領、有娜的第二波個人概念照。
9月5日至9日，陸續公布成員禮志、Lia、留眞、彩領、有娜的首波個人預告片。
9月15日起，陸續公布成員禮志、Lia、留眞、彩領、有娜的第二波個人預告片。
9月20日，音樂錄影帶發布。

## 發行
此單曲共發行四個版本
- 初回限定盤A：
- 初回限定盤B：
- 通常盤：
- MIDZY JAPAN限定盤：

## 曲目
| 曲序 | 曲目                              |  | 作曲 | 编曲 |
| ---- | --------------------------------- |  | ---- | ---- |
| 1.   | Blah Blah Blah                    |  |      |      |
| 2.   | Can't tie me down                 |  |      |      |
| 3.   | Blah Blah Blah（Instrumental）    |  |      |      |
| 4.   | Can't tie me down（Instrumental） |  |      |      |

## 銷售榜單成績
- HitFM 2022年度百首單曲票選，榮獲第83名。

## 發行歷史
| 地區 | 日期          | 格式                | 廠牌         |
| ---- | ------------- | ------------------- | ------------ |
| 日本 | 2022年10月5日 | CD CD+ DVD 數位下載 | 日本華納音樂 |